# Austropsopilio inermis
Austropsopilio inermis − gatunek kosarza z podrzędu Eupnoi i rodziny Caddidae.

## Występowanie
Gatunek jest endemiczny dla Australii. Występuje w Nowej Południowej Walii.